# Śarīra

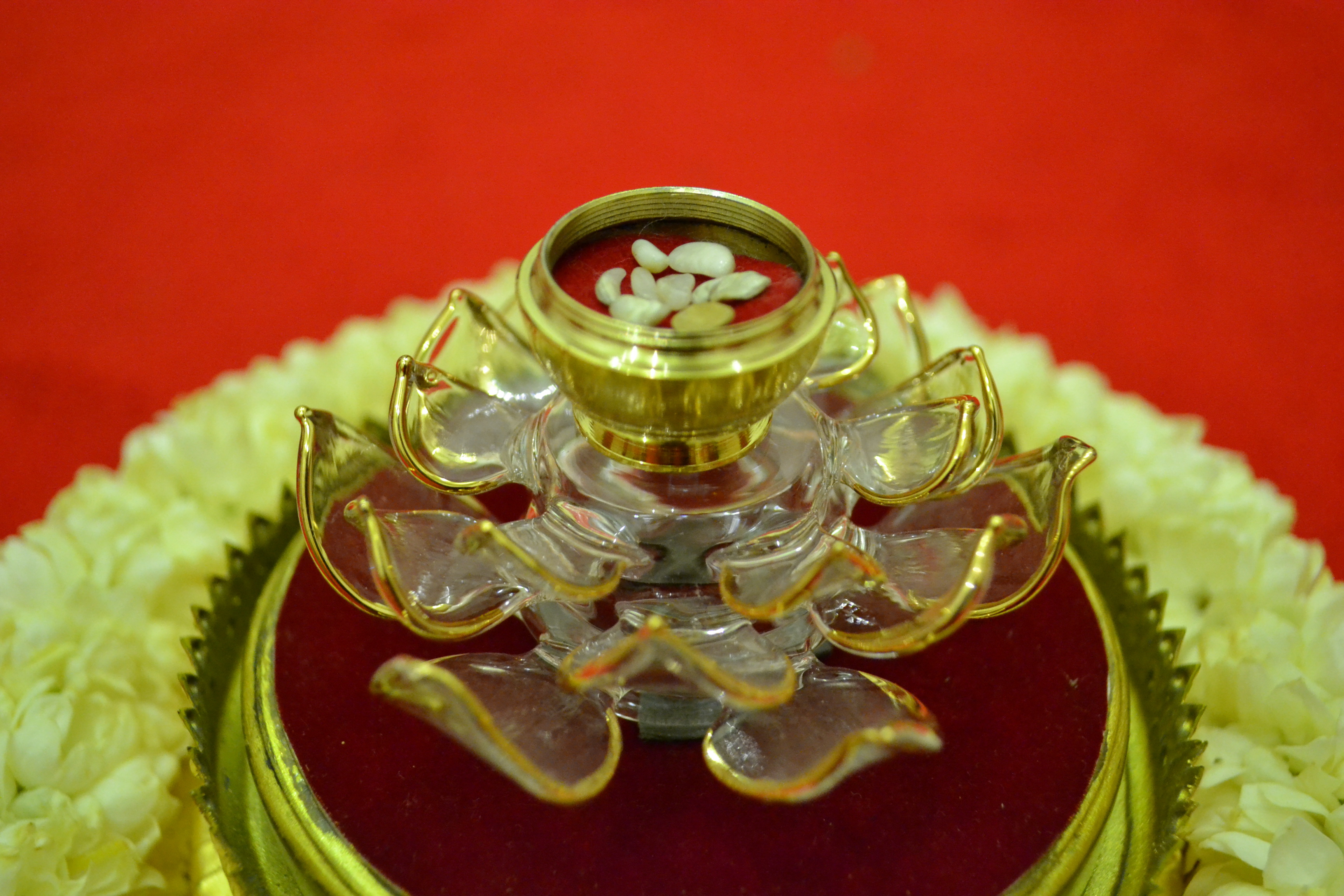
Reliques du Bouddha conservées au à Uttaradit (nord de la Thaïlande).

Śarīra (sanskrit IAST, « corps ») est un terme générique se référant aux reliques bouddhiques (notamment corporelles, aussi écrit śarīradhātu), bien qu'un usage courant renvoie aux perles ou au cristaux, tels que les objets en forme de perle que l'on trouve généralement dans les cendres de la crémation des maîtres spirituels bouddhistes. Les reliques du bouddha après sa crémation sont nommées dhātu dans le Mahaparinibbana Sutta. Les śarīra sont conservés afin de laisser émaner ou d'inciter les bénédictions et la grâce (अधिष्ठान, adhiṣṭhāna (en)) au sein du flux spirituel (en) (citta-santāna) et de l'expérience de ceux qui y sont connectés. Les sarira sont également considérés comme protecteurs du mal dans les traditions bouddhistes himalayennes.